# La Guancha
La Guancha – kanaryjski zarząd miejski należący do prowincji Santa Cruz de Tenerife. 
Zarząd usytuowany jest na północy wyspy. Jest to rejon złożony z wielu małych miejscowości, zajmujących się rolnictwem. Dzięki wodzie utrzymywane są galerie np. winorośli, papas i drzew owocowych.